# Rhynchospora killipii
Rhynchospora killipii là loài thực vật có hoa trong họ Cói. Loài này được Gross miêu tả khoa học đầu tiên năm 1931.